# تاینا و نگهبانان آمازون
تاینا و نگهبانان آمازون (پرتغالی: Tainá e os Guardiões da Amazônia) یک مجموعه تلویزیونی پویانمایی کمدی برزیلی است که توسط پدرو رووای برای شبکه نیکلودئون و نیک جونیور در ۱۸ دسامبر ۲۰۱۸ ساخته شده‌.

## شخصیت‌ها
- تاینا (صداگذاری شده توسط: آلین کریشی) یک دختر بومی.
- کاتو (صداگذاری شده توسط: کایو گوارنیری) یک میمون شنل‌پوش تنومند بنفش.
- پپه (صداگذاری شده توسط: یوری چسمن) یک کرکس شاهی.
- سوری (صداگذاری شده توسط: لورا شاسرو) یک تشی برزیلی صورتی کوچک.
- بتو (صداگذاری شده توسط: کایو کینتو) یک دلفین.